# تيرسازي باوربلانت (ألاداغ)
تيرسازي باوربلانت (بالإنجليزية: Tirsazi Power Plant)‏ هي مستوطنة تقع في إيران في قسم ألاداغ الريفي. يقدر عدد سكانها بـ 196 نسمة .